# Джеймс Ґордон
Джеймс «Джим» Ґордон (англ. James W. "Jim" Gordon) — персонаж американських коміксів про Бетмена видавництва DC Comics. Персонаж дебютував у Detective Comics #27 (травень 1939), де також вперше з'явився Бетмен. Героя створив Білл Фінгер, але приписується він Бобу Кейну. Ім'я походить від персонажа pulp-журналів комісара Джеймса В. «Вайлдкет» Гордона, також відомого як «Заклинатель», вигаданого Генрі Ральстоном, Джоном Нановічем, і Лоуренсом Донованом для видавництва Street & Smith. Комісар Гордон дебютував як союзник Бетмена, що робить його першим серед персонажів, що підтримували Темного Лицаря.
Переважно у міфології Бетмена Гордон працює комісаром поліції у Ґотем-Сіті. Він поділяє зацікавленість Бетмена у подоланні злочинності міста. У Золоту та Срібну добу коміксів і у телесеріалі 1960-х років він повністю довіряє Бетмену. У більшості сучасних історій він дещо скептично ставиться до методів Бетмена, але, з усім тим вірить, що Ґотем потребує його. Гордон має доньку Барбару та сина Джеймса Гордона-молодшого (вперше з'явився у «Batman: Year One»). 
Джим Гордон — важлива частина міфології Бетмена, тому присутній у більшості медійних адаптацій, таких як відеоігри, анімаційні та ігрові фільми. Роль комісара у фільмах і серіалах різних часів виконували Лайл Телбот, Ніл Гамільтон, Пет Гінгл, Гері Олдмен, Бен Мак-Кензі та Дж. К. Сіммонс. Джим Гордон посів 19 місце у списку топ-100 героїв коміксів за версією IGN.

## Біографія
Перш ніж стати офіцером поліції, Гордон служив морським піхотинцем. У різних версіях міфології Бетмена, Джим Гордон у той чи інший момент зображується комісаром Департаменту поліції Готем-Сіті. Для зв'язку із Бетменом Гордон використовує Бет-сигнал. Стало звичкою, що Бетмен зникав, так не завершивши розмови із комісаром. Гордон зазвичай сивий або рудоволосий, вусатий і носить окуляри. Переважно одягнений у плащ, краватку. В окремих випадках носить федору. Оскільки, у «Кризі на Нескінченних Землях» відбувся реткон історій персонажів, а також через різні інтерпретації у кіно та на телебаченні, деталі біографії Гордона варіюються від оповідання до оповідання.
Гордон двічі одружений: спочатку на Барбарі Ейлін Кін, а потім на Сарі Ессен-Гордон.